# Парі Сен-Жермен
«Парі́ Сен-Жерме́н» (скорочено ПСЖ, фр. Paris Saint-Germain, PSG) — французький футбольний клуб з міста Парижа, домашнім стадіоном якого є «Парк-де-Пренс».

## Історія
Клуб «Парі Сен-Жермен» утворений 12 серпня 1970, у день ухвали рішення щодо об'єднання аматорського клубу «Париж» з клубом «Stade Saint-Germain» з передмістя Парижа Сен-Жермен-ан-Ле. «Stade Saint-Germain» в той рік вийшов з 3-го французького дивізіону до 2-го. Новий футбольний клуб «Парі Сен-Жермен» був заснований Гі Крессаном, П'єр-Етьєном Гуйо і Даніелем Ештером.
За підсумками сезону 1970/1971 ПСЖ вийшов у вищий дивізіон разом з «Монако» і «Ліллем». Але в еліті у «Парі Сен-Жермен» справи складалися не зовсім вдало. У сезоні 1971/1972 клуб зайняв 16-е місце. Потім через фінансову кризу клубу було розділено на «Парі» і ПСЖ. При цьому «Парі» залишився у вищому дивізіоні, а ПСЖ став аматорською командою й опустився до 3-го дивізіону.
Незабаром клуб підвищився у класі, а в сезоні 1973/1974 дійшов до 1/4 фіналу кубка Франції. У наступному сезоні ПСЖ повернувся в еліту і більше її ніколи не полишав, хоча в сезоні 2006/2007 команда довгий час знаходилась в зоні вильоту, однак все ж таки по закінченню чемпіонату зайняла 15-е місце.
Щодо «Парі», то він опустився до 2-го дивізіону в рік приходу ПСЖ у вищу лігу. Далі для ПСЖ настали успішні часи. У 1982 здобули Кубок Франції, в 1983 також Кубок Франції й бронза національної першості. У 1986 ПСЖ нарешті виграв чемпіонат Франції (тренер — Жерар Ульє), провівши безпрограшну серію з 26 матчів. У 1990-х «Парі Сен-Жермен» виграв іще один кубок Франції, срібло чемпіонату Франції, доходить до 1/2 фіналу Кубка УЄФА (1992/1993), 1/2 фіналу Кубка володарів Кубків (1993/1994), і вдруге стає чемпіоном Франції (1993/1994).
У сезоні 1994/1995 у ПСЖ змінився тренер. Замість Артура Жорже прийшов Луїс Фернандес, який вивів парижан в півфінал Ліги чемпіонів УЄФА сезону 1994/1995. Також з новим тренером «Парі Сен-Жермен» в 1995 виграє черговий кубок Франції. У сезоні 1995/1996 команда стала володарем довгоочікуваного європейського трофея: Кубка володарів Кубків, здолавши у фіналі віденський «Рапід» з рахунком 1–0. У наступному сезоні ПСЖ міг повторити свій успіх, але програв у фіналі «Барселоні» 0–1.
У 2001 парижанам знову посміхається фортуна: вони перемагають в Кубку Інтертото. У 1995 ПСЖ займає 3-тє місце в першості Франції, а в 1996, 1997, 2000 та 2004 команда виграє срібло.
З 2006 столичний клуб ще тричі вигравав Кубок Франції (2006, 2010, 2015) та тричі поспіль став чемпіоном: 2013, 2014 та 2015. Також двічі вигравав Суперкубок 2013 та 2014.
У червні 2016 року новим головним тренером став іспанець Унаї Емері. У 2016 році клуб відкрив відділення з кіберспорту PSG Esports.
2 серпня 2017 у ЗМІ було оголошено про рекордний в історії футболу трансфер Неймара з «Барселони» в «Парі Сен-Жермен» на суму в €222 млн.
Часопис Forbes стверджував, що п'ятирічний контракт, строком до 2021 року, було обговорено та укладено ще в листопаді 2016. Наступного дня 3 серпня Неймар підписав контракт.
Наприкінці травня 2018 року було офіційно оголошено про призначення німецького тренера Томаса Тухеля на посаду головного тренера. Під керівництвом німця парижани вперше вийшли до фіналу Ліги чемпіонів, в якому поступилась 0–1 мюнхенській «Баварії».
2 січня 2021 року головним тренером парижан став аргентинець Маурісіо Почеттіно.
5 липня 2022 року Крістоф Галтьє очолив «Парі Сен-Жермен». Угоду з ним розірвали через рік за згодою сторін.
5 липня 2023 року Луїс Енріке офіційно очолив команду.
31 травня 2025 року «Парі Сен-Жермен» під керівництвом Луїса Енріке, здобув першу в історії клубу перемогу в Лізі чемпіонів перегравши у фіналі міланський Інтер з рахунком 5–0. «Парі Сен-Жермен» став дев'ятою командою у Європі і першою командою із Франції, якій вдалося зробити требл — виграти в одному сезоні чемпіонат, Кубок і стати переможцем Ліги чемпіонів. 13 липня у фіналі клубного чемпіонату світу парижани поступились лондонському клубу «Челсі» з рахунком 0–3.
12 серпня 2025 року Ілля Забарний став першим українським гравцем, що уклав контракт із парижанами.
13 серпня 2025 року «Парі Сен-Жермен», здобув першу в історії клубу перемогу в Суперкубку УЄФА перегравши англійський «Тоттенгем Готспур» по пенальті 4–3, основний час завершився внічию 2–2.

## Склад команди
Станом на 12 серпня 2025
| №  | Поз. | Нац.           | Гравець               |
| -- | ---- | -------------- | --------------------- |
| 1  | ВР   | Італія         | Джанлуїджі Доннарумма |
| 2  | ЗХ   | Марокко        | Ашраф Хакімі          |
| 3  | ЗХ   | Франція        | Преснель Кімпембе     |
| 4  | ЗХ   | Бразилія       | Лукас Бералдо         |
| 5  | ЗХ   | Бразилія       | Маркіньйос (капітан)  |
| 6  | ЗХ   | Україна        | Ілля Забарний         |
| 7  | НП   | Грузія         | Хвіча Кварацхелія     |
| 8  | ПЗ   | Іспанія        | Фабіан Руїс           |
| 9  | НП   | Португалія     | Гонсалу Рамуш         |
| 10 | НП   | Франція        | Усман Дембеле         |
| 14 | НП   | Франція        | Дезіре Дуе            |
| 17 | ПЗ   | Португалія     | Вітінья               |
| 19 | ПЗ   | Південна Корея | Лі Канін              |

| №  | Поз. | Нац.       | Гравець           |
| -- | ---- | ---------- | ----------------- |
| 21 | ЗХ   | Франція    | Лукас Ернандес    |
| 24 | ПЗ   | Франція    | Сенні Меюлю       |
| 25 | ЗХ   | Португалія | Нуну Мендіш       |
| 29 | НП   | Франція    | Бредлі Баркола    |
| 30 | ВР   | Франція    | Люка Шевальє      |
| 33 | ПЗ   | Франція    | Воррен Заїр-Емері |
| 39 | ВР   | Росія      | Матвій Сафонов    |
| 49 | НП   | Франція    | Ібраїм Мбає       |
| 51 | ЗХ   | Еквадор    | Вільям Пачо       |
| 80 | ВР   | Іспанія    | Арнау Тенас       |
| 87 | ПЗ   | Португалія | Жуан Невіш        |
| 89 | ВР   | Італія     | Ренато Марін      |

## Досягнення

### Національні
- Чемпіон Франції (13): 1986, 1994, 2013, 2014, 2015, 2016, 2018, 2019, 2020, 2022, 2023, 2024, 2025
- Володар Кубка Франції (16): 1982, 1983, 1993, 1995, 1998, 2004, 2006, 2010, 2015, 2016, 2017, 2018, 2020, 2021, 2024, 2025
- Володар Суперкубка Франції (13): 1995, 1998, 2013, 2014, 2015, 2016, 2017, 2018, 2019, 2020, 2022, 2023, 2024
- Володар Кубка Ліги (9): 1995, 1998, 2008, 2014, 2015, 2016, 2017, 2018, 2020

### Міжнародні
Ліга чемпіонів
- Володар (1): 2024-25
- Фіналіст (1): 2019-20

 Кубок володарів кубків УЄФА
- Володар (1): 1996
- Фіналіст (1): 1997

 Суперкубок УЄФА
- Володар (1): 2025
- Фіналіст (1): 1996

Кубок УЄФА
- Півфіналіст Кубка УЄФА (1): 1993